# Matanair
Matanair is een bestuurslaag in het regentschap Sumenep van de provincie Oost-Java, Indonesië. Matanair telt 4377 inwoners (volkstelling 2010).